# Härma (Emmaste)
Härma – wieś w Estonii, w prowincji Hiuma, w gminie Emmaste.